# غونتر فان هاندنهوفن
غونتر فان هاندنهوفن (بالهولندية: Gunter Van Handenhoven) (ولد في 16 ديسمبر 1978 في سينت نيكلاس) كان لاعب كرة قدم بلجيكي وحاليا مدير رويال أندرلخت.

## المسيرة الرياضية مع الأندية
لعب فان هاندنهوفن في سن مبكرة في الدوري البلجيكي الممتاز وسرعان ما انتقل إلى ميتز. لكنه عاد إلى الدوري البلجيكي الممتاز في عام 2002. في عام 2008 عاد إلى الدوري البلجيكي الممتاز للعب لروسيلار.

## المسيرة الرياضية مع المنتخب
اعتاد اللعب لمنتخب بلجيكا تحت 21 سنة. لعب في بطولة العالم للشباب لكرة القدم 1997 في ماليزيا.

## الحياة الشخصية
كان متزوجا لمدة أربع سنوات من عارضة الأزياء آن فان إلسين ولديه ابنة اسمها جون وهو شقيق ساندرين فان هاندنهوفن المغني الذي حل في المركز الرابع في إيدول 2004.